# (29773) Samuelpritt

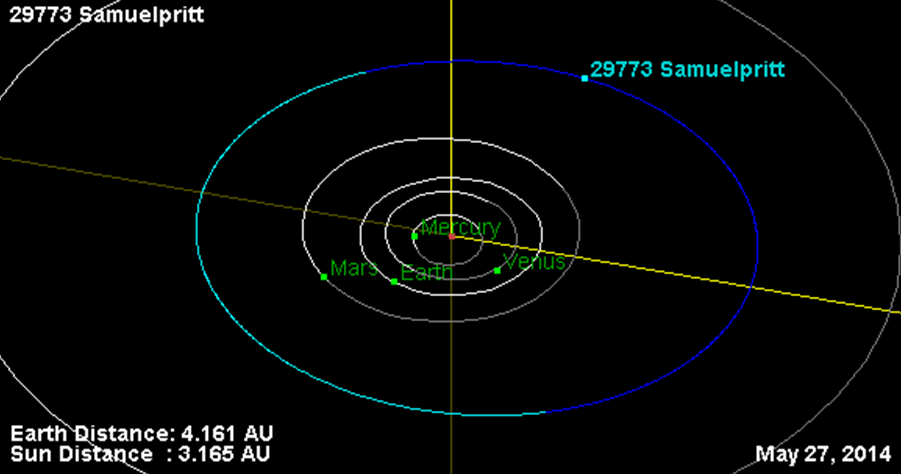

(29773) Samuelpritt est un astéroïde de la ceinture principale.

## Description
(29773) Samuelpritt est un astéroïde de la ceinture principale. Il fut découvert le 10 février 1999 à Socorro (Nouveau-Mexique) par le projet LINEAR. Il présente une orbite caractérisée par un demi-grand axe de 3,09 UA, une excentricité de 0,09 et une inclinaison de 2,5° par rapport à l'écliptique.

## Compléments